# Apolipoprotein A2
Apolipoprotein A-II (APOA2, ApoA-II) je protein čovjeka koji je kodiran genom APOA2.
APOA2 je najzastupljeniji protein u lipoproteinskim česticama visoke gustoće (HDL), a nalazimo ga i u hilomikronima i VLDL (lipoproteinima vrlo male gustoće). U krvi ga nalazimo kao monomer, homodimer ili heterodimer s apolipoproteinom D. Oštećenja gena uzrokuju deficijenciju apolipoproteina A-II ili hiperkolesterolemiju. 